# Rose-Marie Desruisseau
Rose-Marie Desruisseau (30 tháng 8 năm 1933 - 1988) là một họa sĩ người Haiti. Sinh ra ở Port-au-Prince, Desruisseau đã giành được nhiều giải thưởng ở Haiti cho các tác phẩm của cô, được trưng bày ở Sénégal, Venezuela, Santo Domingo, Hoa Kỳ, Canada và Martinique. Sau khi có hứng thú với Vodou vào những năm 1960, Desruisseau bắt đầu đưa các chủ đề về Vodou vào công việc của mình. Học ngành dân tộc học từ năm 1967 đến năm 1972, Desruisseau giảng dạy tại Học viện Mỹ thuật năm 1977. Bức tranh "Delivrance" của Desruisseau đã được trao giải nhất Jacques Roumain vào năm 1974.